# Regelpoetik
Unter Regelpoetik versteht man eine Richtung der Dichtkunst, die streng nach vorgegebenen Regeln ausgeübt werden soll, oder ein Regelwerk zur Ausübung dieser Kunst.
Im Zeitalter der Renaissance und im Barock war diese Auffassung weit verbreitet. Sie ging vom französischen Absolutismus aus. Versionen deutschsprachiger Regelpoetik im 17./18. Jahrhundert, beeinflusst von der französischen Klassik, gibt es von Martin Opitz, August Buchner, Sigmund von Birken, Georg Philipp Harsdörffer bis zu Johann Christoph Gottsched. Vorgeblich orientierte sich die Regelpoetik des Barocks an der griechischen Antike (wie es etwa Goethe behauptete), was aber eigentlich nicht zutraf, da sich die französische Klassik die frühe römische Kaiserzeit zum Vorbild nahm und recht eigenwillig deutete. Zu den Vorschriften gehörte etwa, dass ein Dramatiker sich an die „aristotelischen Einheiten“ des Orts, der Zeit und der Handlung halten solle, was manchmal sehr streng ausgelegt wurde: Der Ort sollte nicht wechseln, die Zeit der Handlung einen Tag nicht überschreiten und die Handlung aus einem einzigen Handlungsstrang bestehen (Regeldrama).
Des Weiteren ist die Regelpoetik von Diskussionen darüber geprägt, ob künstlerische Vorbilder (z. B. das antike Epos) oder ein natürliches Geschehen (z. B. geschichtliche Vorgänge) dichterisch nachgeahmt werden sollten. In seiner Schrift Versuch einer Critischen Dichtkunst (1730) weist Gottsched auf die Koppelung vom Wirklichkeitsprinzip (Historie) und Nachahmungsprinzip (Erfundenes) hin, da die Handlung seiner Meinung nach der Wirklichkeit nachempfunden sein müsse.
Die barocke Regelpoetik trug dazu bei, dass die scheinbar regellosen Dramen William Shakespeares im 17. und 18. Jahrhundert gering geschätzt wurden. Zunächst Empfindsamkeit und Rokoko, heftiger dann Strömungen vor der französischen Revolution wie der Sturm und Drang, und vor allem die Romantik wandten sich gegen die Regeln des Ancien Régime. Der mit wenigen Ausnahmen gering geschätzte Roman wurde zum Experimentierfeld für eine literarische Emanzipation von den Regeln des Epos. Somit etablierte sich ab ca. 1750 die Genieästhetik als Gegenbewegung zur Regelpoetik.
Im 19. Jahrhundert bekam die Regelpoetik wiederum Aufwind durch das Aufstreben einer journalistischen Kunstkritik und die politischen Tendenzen der Restauration. Karikatur eines Regelpoetikers ist Beckmesser aus Die Meistersinger von Nürnberg (1868) von Richard Wagner.